# مقاطعة غرادي (جورجيا)
مقاطعة غرادي (بالإنجليزية: Grady County)‏ هي إحدى المقاطعات في ولاية جورجيا في الولايات المتحدة الأمريكية.